# 冯效林
冯效林（1954年5月—2020年2月27日），男性，籍贯湖北武汉，1973年10月参加工作，生前在武汉市黄陂区人民医院中医科执业，主治肝病。其知名于在疫情期间，身为退休后返聘的中医师，依然参与2019冠状病毒病武汉市疫情的相关救治工作，但因在工作中感染2019冠状病毒病去世。逝世後获得烈士称号
。